# Bunia flygplats
Bunia flygplats är en flygplats vid staden Bunia i Kongo-Kinshasa. Den ligger i provinsen Ituri, i den nordöstra delen av landet, 1 800 km öster om huvudstaden Kinshasa. Bunia flygplats ligger 1 233 meter över havet. IATA-koden är BUX och ICAO-koden FZKA. Bunia flygplats hade 4 475 starter och landningar (varav 3 199 inrikes), med totalt 12 351 passagerare (varav 9 984 inrikes), 100 ton inkommande frakt (varav 92 ton inrikes) och 73 ton utgående frakt (varav 70 ton inrikes) 2015.